# Infamy
Albums de Mobb Deep
Murda Muzik
(1999) Free Agents: The Murda Mix Tape
(2003)
Singles
1. Burn
Sortie : 30 octobre 2001
2. Hey Luv (Anything)
Sortie : Janvier 2002
3. Get Away
Sortie : 28 mai 2002
4. Pray for Me
Sortie : 2002

Infamy est le cinquième album studio de Mobb Deep, sorti le 11 décembre 2001.
Après l'énorme succès, public et critique, de leur précédent opus, Murda Muzik, Infamy s'est moins bien vendu et n'a pas vraiment suscité des critiques unanimement positives.
L'album s'est classé 1er au Top R&B/Hip-Hop Albums et 22e au Billboard 200 et a été certifié disque d'or par la Recording Industry Association of America (RIAA) le 29 janvier 2002.

## Liste des titres
| No  | Titre                                                                                             | Contient un (des) sample(s) de | Durée |
| --- | ------------------------------------------------------------------------------------------------- | --- | ----- |
| 1.  | Pray for Me (featuring Lil' Mo – Produit par Havoc)                                               | | 3:22  |
| 2.  | Get Away (Produit par Ez Elpee)                                                                   | Taking Me Higher de Barclay James Harvest                                                                                            | 3:40  |
| 3.  | Bounce (Produit par Havoc)                                                                        | | 4:13  |
| 4.  | Clap (Produit par Havoc)                                                                          | | 4:53  |
| 5.  | Kill That Nigga (Produit par Havoc)                                                               | | 3:47  |
| 6.  | My Gats Spitting (featuring Infamous Mobb – Produit par Havoc)                                    | | 4:34  |
| 7.  | Handcuffs (Produit par Havoc)                                                                     | | 3:34  |
| 8.  | Hey Luv (Anything) (featuring 112 – Produit par Havoc)                                            | | 4:04  |
| 9.  | The Learning (Burn) (featuring Big Noyd et Vita – Produit par Havoc)                              | | 4:17  |
| 10. | Live Foul (Produit par Scott Storch)                                                              | | 4:24  |
| 11. | Hurt Niggas (featuring Big Noyd – Produit par Havoc)                                              | | 3:30  |
| 12. | Get at Me (Produit par The Alchemist)                                                             | Project Titan 2 de Nick Ingman Spread Love de Mobb Deep Quiet Storm (Remix) de Mobb Deep featuring Lil' Kim Murda Muzik de Mobb Deep | 3:33  |
| 13. | I Won't Fall (Produit par Scott Storch)                                                           | | 4:20  |
| 14. | Crawlin' (Produit par Havoc)                                                                      | | 4:07  |
| 15. | Nothing Like Home (featuring Littles – Produit par Havoc)                                         | 'Cause I Love You de Lenny Williams                                                                                                  | 4:27  |
| 16. | There I Go Again / So Long (featuring Johnson Sisters et Ronald Isley – Produit par Scott Storch) | | 10:17 |

| 17. | So Long (Produit par Havoc) | 3:24 |